# Megasoma elephas
Megasoma elephas là một loài bọ cánh cứng thuộc phân họ Dynastinae của họ Scarabaeidae.

## Bề ngoài

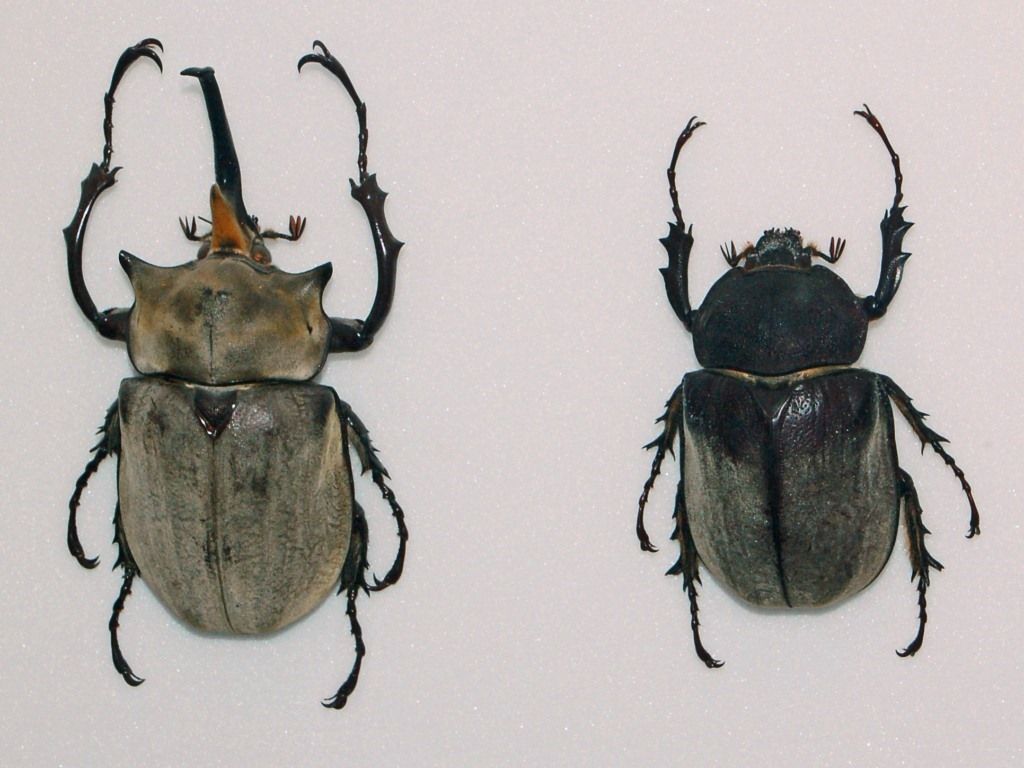
Mẫu vật Megasoma elephas tại Montreal Insectarium

Megasoma elephas thường có màu đen và được phủ một lớp lông mềm. Lông mọc đặc biệt dày trên cặp cánh cứng của chúng. Lớp lông này còn khiến chúng có bề ngoài hơi vàng. Con đực có hai sừng mọc trên đầu và một sừng trên đốt ngực trước, con cái không sừng. Sừng dùng để tự vệ, hoặc để cạnh tranh lẫn nhau trong vấn đề thức ăn và giao phối.

### Kích thức
Con đực trường thành dài từ 7 đến 12 cm (2.75–4.75 in); đôi khi thậm chí còn lớn hơn. Con đực lớn hơn con cái từ 2-3 lần.

## Phân bố
Chúng sinh sống tại rừng mưa miền nam Mexico, Trung Mỹ, và Nam Mỹ.

## Danh sách phân loài
- Megasoma elephas elephas Fabricius, 1775
- Megasoma elephas iijimai Nagai, 2003
- Megasoma elephas occidentalis Bolívar et al., 1963